# Lituotuboidea
Lituotuboidea, previamente denominada Lituotubacea, es una superfamilia de foraminíferos del suborden Lituolina y del orden Lituolida. Su rango cronoestratigráfico abarca desde el Triásico medio hasta la Actualidad.

## Discusión
Clasificaciones previas incluían Lituotuboidea en el suborden Textulariina del orden Textulariida, o en el orden Lituolida sin diferenciar el Suborden Lituolina.

## Clasificación
Lituotuboidea incluye a las siguientes familias:
- Familia Lituotubidae
- Familia Trochamminoidae